# Delfini (calciatore)
 Delfini (Roma, ... – ...; fl. XX secolo) è stato un calciatore italiano, di ruolo attaccante.

## Carriera
Con la Fortitudo Roma disputa 6 gare realizzando 5 gol nel campionato di Prima Divisione 1922-1923 e 5 gare con 3 gol nel campionato di Prima Divisione 1925-1926.
Tra le due stagioni con i romani gioca per un anno con la Messinese nel campionato di Prima Divisione 1924-1925.